# Illoud
Illoud é uma comuna francesa na região administrativa de Grande Leste, no departamento de Haute-Marne. Estende-se por uma área de 13,85 km². Em 2010 a comuna tinha 222 habitantes (densidade: 16 hab./km²).